# 第7軍團 (德意志國防軍)
第7集团军（德語：7. Armee Oberkommando）是二战时期德国陆军的一个集团军。
第7集团军于1939年8月25日在斯图加特成立，由弗里德里希·多尔曼大将指挥。战争爆发时，第7集团军负责保卫德国西部边境，并在上莱茵河地区驻守西墙防線。在1940年法国战役开始时，第7集团军隶属于威廉·里特·冯·里布元帥的C集团军群。1940年6月14日，C集团军群在马奇诺防线被第41装甲军攻击后发起了进攻。第7集团军的先头部队到达科尔马，随后追击法国第2集团军群的部分人员而进入洛林。战役结束时，第7集团军从1940年7月到1941年起守卫着法国西南部的沿海地区。从1941年4月18日起，第7集团军负责布列塔尼和诺曼底方向的海岸防御。到1944年中，第7集团军成为了埃尔温·隆美尔所率领的B集团军一部分。
1945年1月，美国第3集团军向东进攻，迫使第7集团军从特里尔地区撤退到科布伦茨地区。美国第3集团军进一步進攻，迫于压力，第7集团军被迫向美因茨和曼海姆周边地区撤退。美国在1945年3月和4月期间在德国中部发起進攻行动，第7集团军继续撤退向美因河和拉恩河边的山谷。在1945年5月8日，第7集团军向美军投降。